# Die Offenbarung
Die Offenbarung ist ein 2007 erschienener Roman von Robert Schneider. Das Buch erzählt die fiktive Geschichte des Musikforschers Jakob Kemper aus Naumburg (Saale), der im Jahr 1992 in der Stadtkirche St. Wenzel ein verschollenes Spätwerk von J. S. Bach auffindet. Schon nach der ersten Sichtung stellt sich heraus, dass der Fund – ein Oratorium nach Texten aus der Apokalypse – die Großwerke von Bach an Umfang und Kühnheit übertrifft. Die Entdeckung verändert das Leben und Denken Jakob Kempers mit einem Schlag und reißt ihn in einen Strudel unvorhergesehener Ereignisse.
Der Roman, den Schneider einen musikalischen Spaß nennt, erschien im Aufbau-Verlag. Er wurde 2008 mit dem Phantastik-Preis der Stadt Wetzlar ausgezeichnet und bislang in 11 Sprachen übersetzt.

## Inhalt
Der sich verkannt glaubende Musikforscher Jakob Kemper, Mitte vierzig, lebt seit Jahrzehnten allein in einem leerstehenden Haus in der Altstadt von Naumburg, nahe der St.-Wenzels-Kirche. Sein grobschlächtiger Vater, ehemaliger Bürstenmacher, steckt immer noch voller nationalsozialistischem Gedankengut und konnte dies über die DDR-Zeit hinaus konservieren. Er verachtet seinen musisch begabten Sohn und betrachtet die Kirchenmusik als einen Rückfall in den Feudalismus. Er fügt Jakob den größten Schmerz zu, als er dessen große Liebe Eva in zweiter Ehe heiratet. Aus dieser Ehe entsteht der Sohn Leo, zu dem Jakob eine gute Beziehung hat. Jakob unterrichtet den 11-Jährigen im Klavierspiel und fühlt für ihn wie ein Vater.

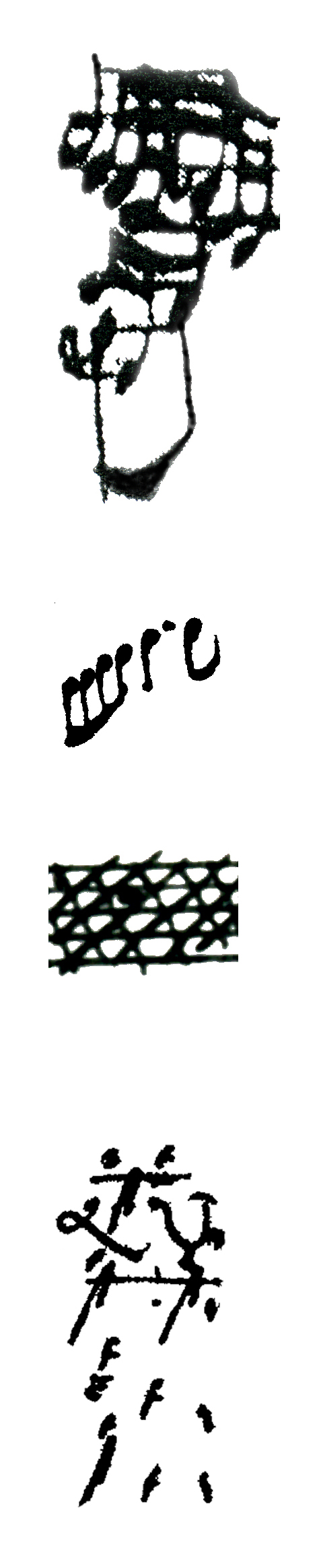
Vignetten mit Bachs Handschrift als Kapitelanfänge von Schneiders Offenbarung.

An Heiligabend 1992 findet Leo, als er sich mit dem Stiefbruder auf der Orgelempore unterhält, eine alte, staubige Reisetasche. Kemper öffnet die Tasche, und es trifft ihn beinah der Schlag: Sie enthält ein Autograph mit einem bisher unbekannten Werk von Bach. Als er die Partitur liest und mittels seiner hohen musikalischen Begabung auch hört, fiebert er vor Aufregung. Er hat ein Stück verschollener Musik entdeckt, das in einer konzertanten Aufführung mindestens sieben Stunden dauern würde, ein Werk mit bislang für unmöglich gehaltenen musikalischen Stilelementen. Eine Revolution für die Bachforschung.
Kemper sagt sofort alle Dienste als Organist ab und meldet sich krank, zumal er beim Studium des Fundes völlig unerklärliche Erfahrungen macht. Die Partitur dokumentiert nicht nur Musik, sie vermag Erinnerungen an Vergangenes, Verdrängtes und Zukünftiges zu beschwören. Die Entdeckung wirft ihn völlig aus der Bahn. Bach scheint am Ende seines Lebens eine Art kosmisches Gesetz gefunden und in Musik umgesetzt zu haben, das die Seele des Menschen gesunden lässt oder sie in tiefste Verzweiflung stürzt. Kemper durchleidet wilde Phantasmagorien, wechselt zwischen ausgelassener Euphorie und heftigen Alpträumen.
Er ist unglücklich verliebt in Lucia Lübke, die aus dem Westen kommt und nach der Wende in Naumburg ein kleines Reisebüro eröffnet hat, dessen Geschäfte schlecht gehen. Sie ist die einzige, der er von dem mysteriösen Fund erzählt. Lucia rät ihm, das kostbare Autograph entsprechenden Stellen zu übergeben, doch Kemper zögert. Er sieht sich endlich als anerkanntes und mit Preisen überhäuftes Mitglied der Bach-Gesellschaft. Auf diese Genugtuung will er nicht verzichten. Er, der immer zu kurz kam, der immer übergangen wurde.
Zwischenzeitlich treffen vier hochrangige Bach-Forscher in Naumburg ein, um die berühmte, jedoch baufällige Orgel von Zacharias Hildebrandt zu begutachten, die der alte Bach nachweislich inspiziert und gespielt hat. Um sich von den Belastungen, die ihm durch die Entdeckung der Partitur erwachsen sind, zu befreien, steckt Kemper das Notenkonvolut heimlich in die Reisetasche von Dr. Zinser aus Leipzig, einem dieser Forscher. Er und sein Chef lesen die Partitur, aber weil nicht sein kann, was nicht sein darf, halten sie das Werk für eine Fälschung Kempers, der sich damit wichtig machen will und senden es an diesen zurück.
Einzig ein Japaner unter den Wissenschaftlern, Yoshiba Koyatake, horcht auf und glaubt Kempers Ausführungen, wonach Bach ein Werk hinterlassen haben könnte, von dem die Musikwelt nichts weiß. Aus Forscherinstinkt getrieben, dringt Koyatake nachts in Kempers Wohnung ein, findet die Partitur und macht beim Lesen ähnliche Erfahrungen: Diese Musik ist ein Schwert. Sie benennt den Schuldigen. Sie benennt einen selbst. (S. 248 f. der Originalausgabe, 2007.) Koyatake fleht den Kollegen an, das Konvolut zu vernichten.
Kemper beschließt, die Noten nicht zu vernichten. Ein letztes Mal liest er in der Partitur, durchlebt abermals die Erfahrung, dass diese Musik die Beziehung zu seinem unter ungeklärten Umständen ums Leben gekommenen Bruder Karl wiederherstellt und versöhnt. Erstmals stellt er sich seiner Schuld, begreift sein Außenseitertum, indem er sich mit dem eigenen Leben versöhnt und mit dem übermächtigen Vater Frieden schließt. Er nimmt die alte Reisetasche, legt die Noten wieder dorthin zurück, wo sie der kleine Leo gefunden hatte. Bewusst verzichtet er auf Ruhm und Macht. Soll ein anderer die Partitur finden. Oder sie ihn. Vielleicht müssen noch einmal 246 lange Jahre vergehen. (S. 265)
Das letzte Kapitel des Romans, eine Art Satyrspiel, führt den Leser zurück ins Jahr 1746. Die Sprachfaktur weicht einem der Barockzeit nachempfundenen Stil, wobei Zitate aus Briefen von Bach, seiner Söhne und Zeitgenossen eingewoben werden. Der alte, misanthropische Bach tritt auf und bekennt gegenüber dem Orgelbauer Gottfried Silbermann, er habe zeitlebens die musikalische Wissenschaft verachtet, ja, gehasset (S. 274). In dem Epilog wird auch verraten, weshalb Bach die Noten seiner Offenbarung in Naumburg vergaß.

## Erzählweise
Der Roman bedient sich durchwegs einer pointierten und für Schneider ungewöhnlich dialogreichen Sprache, verzichtet jedoch nicht auf poetische Stilmittel und Topoi aus der deutschen Romantik, die er bewusst konterkariert. Dem Pathos stellt Schneider ein belebendes Gegengift zur Seite: den Humor. Der vorherrschende Charakter des Textes ist launig, ja, sogar satirisch. Dennoch ist er gattungstechnisch mehr Novelle als Roman, wobei das unerhörte Ereignis, der Falke im Sinn Paul Heyses, nicht die Auffindung der verschollenen Partitur ist, sondern das, was die unbekannte Musik in Kemper evoziert: den Willen, sich mit der eigenen Biografie auszusöhnen.
Schneider knüpft eine Reihe von Handlungssträngen, die er ungewöhnlich dicht durchkomponiert. (Vater-Sohn-Konflikt, Liebesgeschichte mit Lucia, der mysteriöse Tod des Bruders, die ominöse Partitur, Zustandsbeschreibung des Wissenschaftsbetriebes um die klassische Musik, die Nachwendezeit in Deutschland.) Er leuchtet die Psychologie seiner Figuren aus und stellt sie in den Kontext ihrer Vergangenheit und der grenzüberschreitenden Welt von Sein und Schein.
Die literarische Beschreibung nicht existierender Musik, für die Schneider in Schlafes Bruder bekannt geworden ist, findet auch hier ihr Gegenstück. Was den Autor vermutlich immer wieder reizt, ist die Beschreibung von unerhörter, ja, zuweilen unmöglicher Musik. Dabei wendet Schneider ein Verfahren an, das eine Reihe von termini technici verwendet, um die Plausibilität nicht notierter Barockmusik zu suggerieren.

## Deutung

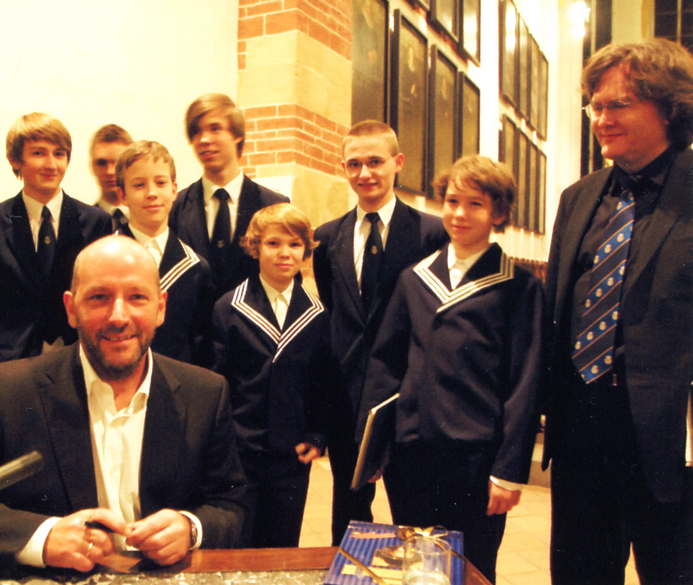
Schneider bei einer Lesung mit den Thomanern in der Thomaskirche (Leipzig), 27. November 2008.

Die Offenbarung erlaubt dem Leser, das Buch unter mehreren Gesichtspunkten zu lesen. Es ist einerseits ein Kriminalroman, der die Jagd nach einem ungeheuer wertvollen Manuskript zum Thema hat, wo der unbedarfte Held zum Gejagten eines hypertrophen Wissenschaftsbetriebes wird, andererseits die Momentaufnahme des Nachwende-Deutschlands im Jahr 1992 mit der entsprechenden Ost-West-Debatte, drittens eine unerfüllte Liebesgeschichte – Schneider lässt das Ende allerdings offen –, und schließlich ein reiner Musik-Roman.
Der Text stellt eine Reihe von Bezügen zum Who-is-Who der heutigen Bachforschung und -pflege her. So lässt sich in der Romanfigur des Frits van Hulle, eines extrovertierten Organisten mit aberwitzigen Tempi, unschwer der holländische Dirigent und Organist Ton Koopman erkennen. Die Figur des Hans-Georg Sperling steht unzweifelhaft für Christoph Wolff, einen der größten Bachkenner unserer Tage, der auch tatsächlich in Harvard lehrt, und der renommierte japanische Bachforscher Yoshitake Kobayashi verbirgt sich kaum noch hinter Schneiders Figur des Yoshiba Koyatake.

## Rezeption
Mit dem Erscheinen des Romans Die Offenbarung scheint sich Schneiders Blatt gewendet zu haben, was die teilweise vernichtende Rezeption seiner Bücher durch die deutschsprachige Literaturkritik betrifft. "Mit seinem neuen Roman gelingt es dem Autor, das Ruder wieder herumzureißen", meint Alexander Kissler in der Süddeutschen Zeitung. Er bescheinigt Schneider, "die Fabel nicht mit Rhetorik zu überwuchern, sondern gekonnt romantische Topoi zu verarbeiten."
"In seinem Fabulieren scheint Schneider eben die richtige Dosierung zwischen feinem Humor und beißender Ironie auf der einen Seite, und Ernsthaftigkeit und Liebe zum Sujet auf der anderen gefunden zu haben", schreibt Peter Urban-Halle in der Berliner Zeitung. "Dieses Buch ist anders und vor allem besser als seine letzten Romane. Am besten sind der entwaffnende Humor, eine hinreißend witzige Dialogführung und ein verblüffender Sinn für Situationskomik."
Ulrich Steinmetzger bemerkt in der Neuen Rhein Zeitung: „Der neue Roman ist freiwillig komisch, weil Schneider hier eine richtige Karikatur und nicht einmal im Ansatz eine ambitionierte Kopfgeburt geschaffen hat, und das ist eben die neue, ziemlich erstaunliche Qualität dieses Buches.“

## Sekundärliteratur
- Wolfgang Huber-Lang, Robert Schneider im Interview. In: Oberösterreichische Nachrichten, 12. November 2007.
- Alexander Kissler, Nur sündige Menschen werden berühmt. In: Süddeutsche Zeitung, 6. Dezember 2007
- Peter Mohr, Vom Vorarlberg nach Naumburg. In: Titel-Kulturmagazin, 24. April 2008.
- Wolfgang Paterno, Berühmt sein war oft wie Fegefeuer. In: Bücher, S. 36ff., Nr. 9, 2007.
- Rainer Schmidts, Von der Macht der Musik. In: Focus, 19. November 2007.
- Peter Urban-Halle, Die Partitur in der Orgel. In: Berliner Zeitung, 29. November 2007.
- Eberhard Reimann, Offenbarung eines großen Talents. In: Tageszeitung Neues Deutschland, 9. Oktober 2007.
- Ulrich Steinmetzger, Lieber den Bach rauf als runter. In: Neue Rhein Zeitung, 17. Oktober 2007.